# صائت مزدوج
الصائت المزدوج أو المركب أو الثنائي هو مزيج من صوتين متحركين (صائتين) متجاورين، ينتقل اللافظ بينهما انسيابيا وفي مقطع لفظي واحد. مثلا في اللغة العربية الفصحى، تحتوي كل الكلمات الآتية على مصوت مزدوج:
- يَوْم (فتحة تليها واو ساكنة).
- بَيْت (فتحة ثم ياء ساكنة).

في الإنجليزية مفردة house التي تلفظ /haʊs/ تحوي صائتا مزدوجا هو /aʊ/، الذي هو عبارة عن حركة يبدأ لفظه واللسان في موضع ‎/a/‏ ثم يتحرك اللسان بانسيابية وبدون انقطاع في اللفظ نحو الموضع النهائي وهو موضع ‎/ʊ/‏ . يعتبر الصائت المزدوج الحقيقي صوتا كلاميا واحدا (صويت).
تشكل الصائت المزدوجات ظاهرة فونولوجية في غاية الأهمية في كثير من لغات العالم، حيث -على سبيل المثال- تحوي اللغة الإنجليزية ما يزيد على العشر صائت المزدوجات، وكذلك اللغة الفرنسية والألمانية ومعظم اللغات الأوروبية. أما في اللغة العربية واللغات السامية فإن الصائت المزدوجات هي ظاهرة هامشية حيث تحوي اللغة العربية الفصيحة اثنين فقط من الصائت المزدوجات بالتحليل الصوتي، أما بالتحليل الفونولوجي فالحقيقة هي أن اللغة العربية الفصيحة لا تحتوي على أي صائت مزدوج.

## الأنواع
تقسم الصائت المزدوجات إلى أنواع تتعلق الصوائت المكونة لها.
- الصائت المزدوج الهابط أو الساقط  هو صائت مزدوج -بخلاف ما توحي به التسمية- ينتهي بحركة أعلى (من حيث تردد النغمة pitch)من الحركة التي تبتدئ بها. مثلا الصائت المزدوج /aj/ في كلمة «بيت» /bajtun/ هو صائت مزدوج هابط.
- الصائت المزدوج الصاعد هو نقيض النمط السابق. على سبيل المثال، الصائت المزدوج /jɛ/ في كلمة lien /ljɛn/ الفرنسية هو صائت مزدوج صاعد.
- الصائت المزدوج المغلق ينتهي بحركة أكثر انغلاقا من الحركة التي يبدأ بها، وبالتالي هو يعادل الصائت المزدوج الصاعد.
- الصائت المزدوج المفتوح ينتهي بحركة أكثر انفتاحا من الحركة التي يبدأ بها، وبالتالي هو يعادل الصائت المزدوج الهابط.
- الصائت المزدوج الممركز ينتهي بفوكال أكثر مركزية من الحركة التي يبدأ بها.

## في الأبجدية الصوتية الدولية
في الأبجدية الصوتية الدولية تستخدم علامة التشكيل < ̯ > تحت الجزء الأعلى أو الأكثر انغلاقا من الصائت المزدوج لتوضح أنه جزء من صائت مزدوج وليس حركة منفصلة ا. مثلا /aɪ̯/ و /ɪ̯a/.
تكتب الصائت المزدوجات عادة برموز الحركات، إلا أن الجزء الأعلى من الصائت المزدوج يمكن أن يكتب أيضا بالرمز الممثل الصامت شبه الصائت الموافق. مثلا الصائت المزدوج /ai̯/ يمكن أن يكتب /aj/. تستخدم الكتابة الثانية عندما يحلل الصائت المزدوج فونولوجيا على أنه اليس بصائت مزدوج ولكن مقطع مكون من حركة وصامت شبه عليل.

## في اللغة العربية
صوتيا، تحوي اللغة العربية الفصيحة اثنين من الصوائت المزدوجات هما /ai̯/ (كما في سَيْــف) و/au̯/ (كما في أداة المستقبل سَوْف)؛ ولكن بالتحليل الصوتي[بحاجة لمصدر] فإن هذه الأصوات ليست بصوائت مزدوجات حقيقية ويجب أن تكتب دائما /aj/ و/aw/[وفقًا لِمَن؟]؛ وهذا يتفق مع نظرة اللغويين العرب القدامى[من؟] الذين اعتبروا الياء والواو في هذه الأصوات صامتات. كتحليل بديل[بحاجة لمصدر]، تُرى المصوتات المزدوجة في اللغة العربية كمزدوجة حقيقية صوتيًّا، ولكنها تتصرف كصوامت فونولوجيًّا بما يتوافق مع قواعد اللغة العربية وخاصة المورفولوجيا غير المترابطة [الإنجليزية] التي تتحكم بتوزيع الأصوات حسب قوالب عند تكوين الكلمات المتشقة من جذور ثلاثية أو رباعية تكون حروف المد جزءًا منها، مما يؤيد كتابتها كـ/aj/ و/aw/ عند النسخ الصوتي الواسع ، وكـ[aɪ̯] و[aʊ̯] عند النسخ الصوتي الضيق.
في الوقت الحالي، دمجت العديد من اللهجات العربية الحديثة الأصوات المزدوجة إلى أصوات فردية، فصار مزدوج /aj/ يُلفظ كـ/eː/ و/au̯/ كـ/oː/.